# Elias Camerarius

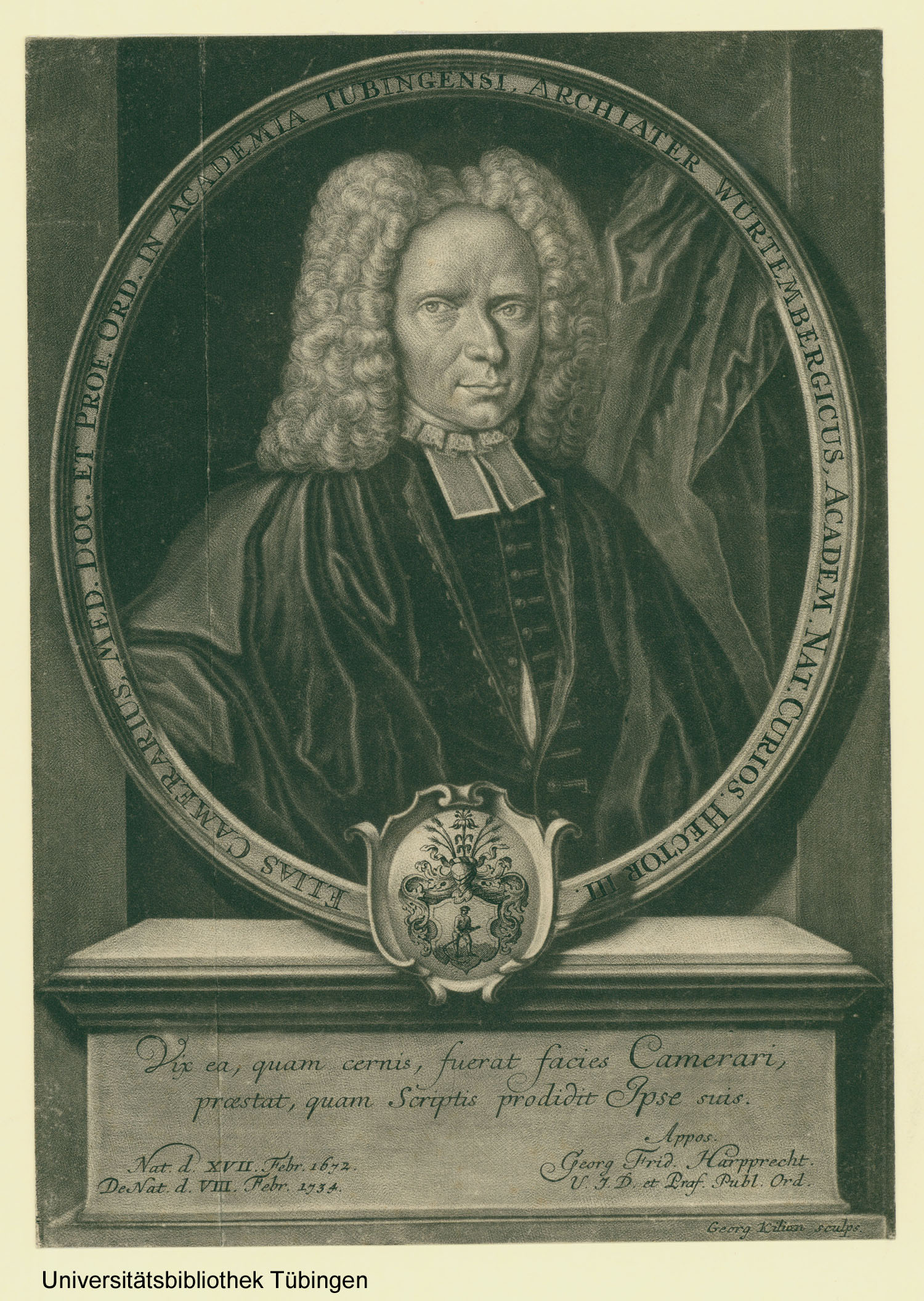
Elias Camerarius

Elias Camerarius (auch Camerer; * 17. Februar 1673 in Tübingen; † 11. Februar 1734 ebenda) war ein deutscher Mediziner und Hochschullehrer.

## Leben
Camerarius war ein Sohn des Mediziners Elias Rudolf Camerarius (1641–1695). Er absolvierte in Tübingen die philosophischen Studien und widmete sich anschließend bis 1691 dem Studium der Medizin an der Universität Tübingen. Es folgte eine Bildungsreise durch die deutschen Länder, die Niederlande und England. 1692 kehrte er nach Tübingen zurück und wurde dort unter seinem Vater Elias Rudolf Camerarius zum Dr. med. promoviert. Am 15. Mai 1692 nahm man ihn mit dem akademischen Beinamen Hector III. als Mitglied (Matrikel-Nr. 192) in die Academia Naturae Curiosorum, die heutige Deutsche Akademie der Naturforscher Leopoldina, auf und noch im selben Jahr wurde er als außerordentlicher Stadtphysicus in Tübingen angestellt.
Camerarius erhielt 1693 eine außerordentliche Professur der Medizin an der örtlichen Universität. 1708 begleitete er als Leibarzt den württembergischen Erbprinzen auf eine Reise nach Turin. Nach seiner Rückkehr 1710 wurde er als ordentlicher Professor der Medizin an der Tübinger Hochschule angestellt und zum herzoglichen Leibarzt und Rat befördert. Er hatte zweimal das Rektorat der Universität inne, so war er in den Jahren 1713/1714 und 1719 Rektor. Albrecht von Haller gilt als einer seiner Schüler.
Der Tübinger Botaniker und Mediziner Rudolf Jacob Camerarius war sein Bruder. Neben diesem hatte er noch neun Schwestern.

## Werke (Auswahl)
- Thesium botanicarum decas de plantis vernis. Tübingen 1688.
- Dissertationes tres. Brunnius, Tübingen 1694.
- Dissertationes Taurinenses Epistolicae, Physico-Medicae. Cotta, Tübingen 1712.
- D. Eliae Camerarii Kurtze Anmerckungen Von ansteckenden Kranckheiten. Cotta, Tübingen 1712.
- Eclecticae medicinae ac physicae specimina quaedam miscellanea ad amicos peculiaribus dissertationibus scripta. Von Sand, Frankfurt am Main 1713.
- Systema Cautelarum Medicarum. Mulzian, Frankfurt am Main 1721.